# Una storia milanese
Una storia milanese és una pel·lícula de coproducció franco-italiana del 1962 dirigida per Eriprando Visconti, en el que va ser el seu debut com a director.

## Sinopsi
Durant l'hivern milanès floreix l'amor entre Giampiero i Valeria, dos nois de la burgesia urbana. La noia queda embarassada, però després d'una llarga reflexió decideix renunciar a 'amor del jove i tenir un avortament, sense que el seu xicot tingui res a objectar.

## Repartiment
- Enrique Thibaut - Giampiero Gessner
- Danièle Gaubert - Valeria
- Romolo Valli - Sr. Gessner
- Lucilla Morlacchi - Francesca Gessner
- Regina Bianchi - Mare de Valeria
- Ermanno Olmi - Turchi

## Premis
Pel seu paper Romolo Valli va guanyar el Nastro d'Argento al millor actor secundari. Va participar en la selecció oficial del Festival Internacional de Cinema de Sant Sebastià 1963 i va guanyar el premi de la ciutat d'Imola a la 23a Mostra Internacional de Cinema de Venècia.